# L’Express du Faso
L’Express du Faso ist eine Tageszeitung aus dem westafrikanischen Staat Burkina Faso.
Sie ist eine von vier Tageszeitungen des Landes und die einzige aus Bobo-Dioulasso, der zweitgrößten Stadt des Landes. Die Erstausgabe erschien am 26. Oktober 1998; Chefredakteur ist Mountamou Kani. Die jährlichen Einnahmen betragen etwa 30 Millionen CFA-Franc (ungefähr 45.000 Euro).
Die Zeitung konzentriert sich mit ihrer Berichterstattung auf den Westteil des Landes. Eine Niederlassung besteht in der Hauptstadt Ouagadougou, Korrespondenten berichten aus Banfora, Orodara, Ouahigouya und Dédougou.